# 22551 Adamsolomon
22551 Adamsolomon (1998 FU110) là một tiểu hành tinh vành đai chính được phát hiện ngày 31 tháng 3 năm 1998 bởi Nhóm nghiên cứu tiểu hành tinh gần Trái Đất phòng thí nghiệm Lincoln ở Socorro. Nó được đặt theo tên Adam Solomon, a finalist in the 2006 Intel Science Talent Search under the MIT Ceres Connection.